# Vladimir Petrov
Vladimir Vladimirovič Petrov, rusky Влади́мир Влади́мирович Петро́в (30. června 1947 Krasnogorsk – 28. února 2017 ) byl ruský hokejový útočník, který reprezentoval Sovětský svaz. Byl hráčem mimořádně fyzicky disponovaným, rychlým bruslařem s obávanými prudkými střelami z dálky.

## Hráčská kariéra
Začínal v klubu Křídla Sovětů Moskva, v roce 1967 přestoupil do HC CSKA Moskva, kde se stal centrem útoku s Valerijem Charlamovem a Borisem Michajlovem na křídlech, který je označován za jednu z nejlepších formací hokejové historie. Získal s CSKA jedenáct titulů v sovětské lize (1968, 1970, 1971, 1972, 1973, 1975, 1977, 1978, 1979, 1980 a 1981) a také dvanáctkrát vyhrál Evropský hokejový pohár (1969, 1970, 1971, 1972, 1973, 1974, 1976, 1978, 1979, 1980 a 1981). Pětkrát byl nejlepším střelcem ligy (1970, 1973, 1975, 1978 a 1979) a v letech 1972 a 1973 byl zvolen nejlepším sovětským hokejistou. Kariéru ukončil v SKA Leningrad.
V sovětské reprezentaci působil čtrnáct sezón a vstřelil 189 branek, z toho 74 na mistrovství světa (třetí místo historické tabulky MS). Je dvojnásobným olympijským vítězem z let 1972 a 1976 a devítinásobným mistrem světa (1969, 1970, 1971, 1973, 1974, 1975, 1978, 1979 a 1981), reprezentoval SSSR také v Sérii století, 1974 Summit Series a 1979 Challenge Cupu. Třikrát vyhrál kanadské bodování MS (1973, 1977, 1979) a v roce 1973 byl nejlepším střelcem, čtyřikrát byl zvolen do all-star týmu.
V letech 1992–1994 byl předsedou Ruské hokejové federace. Obdržel Řád Za zásluhy o vlast a Řád přátelství, v roce 2006 byl uveden do Síně slávy IIHF.

## Klubová statistika
| Sezona        | Klub                 | Soutěž        | Základní část | Základní část | Základní část | Základní část | Základní část |
| Sezona        | Klub                 | Soutěž        | Z             | G             | A             | B             | TM            |
| ------------- | -------------------- | ------------- | ------------- | ------------- | ------------- | ------------- | ------------- |
| 1965–66       | Křídla Sovětů Moskva | SSSR          | 23            | 1             | 8             | 9             | —             |
| 1966–67       | Křídla Sovětů Moskva | SSSR          | 44            | 15            | 9             | 24            | —             |
| 1967–68       | HC CSKA Moskva       | SSSR          | 38            | 21            | 19            | 40            | —             |
| 1968–69       | HC CSKA Moskva       | SSSR          | 39            | 27            | 18            | 45            | —             |
| 1969–70       | HC CSKA Moskva       | SSSR          | 43            | 51            | 21            | 72            | —             |
| 1970–71       | HC CSKA Moskva       | SSSR          | 37            | 16            | 16            | 32            | —             |
| 1971–72       | HC CSKA Moskva       | SSSR          | 32            | 21            | 16            | 37            | —             |
| 1972–73       | HC CSKA Moskva       | SSSR          | 30            | 27            | 22            | 49            | —             |
| 1973–74       | HC CSKA Moskva       | SSSR          | 28            | 14            | 14            | 28            | 34            |
| 1974–75       | HC CSKA Moskva       | SSSR          | 34            | 27            | 26            | 53            | 58            |
| 1975–76       | HC CSKA Moskva       | SSSR          | 34            | 22            | 22            | 44            | 46            |
| 1976–77       | HC CSKA Moskva       | SSSR          | 35            | 26            | 36            | 62            | 57            |
| 1977–78       | HC CSKA Moskva       | SSSR          | 31            | 28            | 28            | 56            | 41            |
| 1978–79       | HC CSKA Moskva       | SSSR          | 43            | 26            | 37            | 63            | 54            |
| 1979–80       | HC CSKA Moskva       | SSSR          | 32            | 21            | 20            | 41            | 28            |
| 1980–81       | HC CSKA Moskva       | SSSR          | 40            | 19            | 24            | 43            | 42            |
| 1981–82       | SKA Leningrad        | SSSR          | 20            | 4             | 3             | 7             | 24            |
| 1982–83       | SKA Leningrad        | SSSR          | 12            | 4             | 4             | 8             | 18            |
| Celkem v SSSR | Celkem v SSSR        | Celkem v SSSR | 595           | 370           | 343           | 713           | 402           |

## Reprezentace
| Sezona                 | Klub                   | Soutěž                 | Základní část | Základní část | Základní část | Základní část | Základní část |
| Sezona                 | Klub                   | Soutěž                 | Z             | G             | A             | B             | TM            |
| ---------------------- | ---------------------- | ---------------------- | ------------- | ------------- | ------------- | ------------- | ------------- |
| 1969                   | SSSR                   | MS                     | 10            | 6             | 2             | 8             | 16            |
| 1970                   | SSSR                   | MS                     | 10            | 5             | 3             | 8             | 8             |
| 1971                   | SSSR                   | MS                     | 9             | 8             | 3             | 11            | 2             |
| 1972                   | SSSR                   | OH                     | 4             | 0             | 2             | 2             | 0             |
| 1972                   | SSSR                   | MS                     | 10            | 6             | 6             | 12            | 6             |
| 1972                   | SSSR                   | SS                     | 8             | 3             | 4             | 7             | 10            |
| 1973                   | SSSR                   | MS                     | 10            | 18            | 16            | 34            | 12            |
| 1974                   | SSSR                   | MS                     | 8             | 4             | 7             | 11            | 0             |
| 1974                   | SSSR                   | SS                     | 7             | 1             | 6             | 7             | 4             |
| 1976                   | SSSR                   | OH                     | 6             | 6             | 3             | 9             | 6             |
| 1977                   | SSSR                   | MS                     | 10            | 7             | 14            | 21            | 8             |
| 1979                   | SSSR                   | MS                     | 8             | 7             | 8             | 15            | 10            |
| 1980                   | SSSR                   | OH                     | 7             | 4             | 2             | 6             | 6             |
| Seniorská reprezentace | Seniorská reprezentace | Seniorská reprezentace | 107           | 75            | 76            | 151           | 88            |